# جولدي تايلور
جولدي تايلور (بالإنجليزية: Goldie Taylor)‏ هي صحفية وكاتِبة أمريكية، ولدت في 18 يوليو 1968 في يونيفرسيتي سيتي في الولايات المتحدة.